# Championnat d'Afrique du Sud de football 2002-2003
Navigation
Saison précédente Saison suivante
La saison 2002-2003 du Championnat d'Afrique du Sud de football est la septième édition du championnat de première division en Afrique du Sud. Les dix-huit meilleurs clubs du pays sont regroupés au sein d'une poule unique, où ils s'affrontent deux fois au cours de la saison, à domicile et à l'extérieur. À l'issue du championnat, les deux derniers du classement sont relégués et remplacés par les deux meilleures équipes de National First Division, la deuxième division sud-africaine.
C'est le club d'Orlando Pirates qui remporte le championnat cette saison, après avoir terminé en tête du classement final, avec six points d'avance sur Supersport United et sept sur le club de Wits University FC. C'est le deuxième titre de champion d'Afrique du Sud de l'histoire du club.
Avant le début de la saison, deux clubs (Ria Stars et Free State Stars), sont rachetés par la fédération sud-africaine, afin de réduire le nombre de clubs engagés en championnat. Par conséquent, à partir de cette saison, seules seize équipes prennent part à la Premier Soccer League.

## Les 18 clubs participants
| - Manning Rangers - Kaizer Chiefs - Orlando Pirates FC - Bush Bucks - Hellenic FC - Mamelodi Sundowns - Jomo Cosmos - Ajax Cape Town - Supersport United | - African Wanderers - Promu de National First Division - Moroka Swallows - Wits University FC - Free State Stars - Lamontville Golden Arrows - Ria Stars - Black Leopards - Engen Santos - Dynamos Football Club - Promu de National First Division |

## Compétition

### Classement
Le barème utilisé pour établir le classement est le suivant :
- Victoire : 3 points
- Match nul : 1 point
- Défaite : 0 point

| Rang | Équipe                    | Pts | J  | G  | N  | P  | Bp | Bc | Diff |
| ---- | ------------------------- | --- | -- | -- | -- | -- | -- | -- | ---- |
| 1    | Orlando Pirates FC        | 61  | 30 | 18 | 7  | 5  | 41 | 16 | +25  |
| 2    | Supersport United         | 55  | 30 | 16 | 7  | 7  | 54 | 37 | +17  |
| 3    | Wits University FC        | 54  | 30 | 15 | 9  | 6  | 39 | 29 | +10  |
| 4    | Moroka Swallows           | 53  | 30 | 15 | 8  | 7  | 52 | 36 | +16  |
| 5    | Lamontville Golden Arrows | 51  | 30 | 15 | 6  | 9  | 33 | 27 | +6   |
| 6    | Kaizer Chiefs             | 50  | 30 | 14 | 8  | 8  | 42 | 26 | +16  |
| 7    | Dynamos FC P              | 40  | 30 | 12 | 4  | 14 | 39 | 37 | +2   |
| 8    | Jomo Cosmos               | 40  | 30 | 10 | 10 | 10 | 33 | 34 | -1   |
| 9    | Engen Santos T C          | 39  | 30 | 11 | 6  | 13 | 33 | 28 | +5   |
| 10   | Mamelodi Sundowns         | 39  | 30 | 11 | 6  | 13 | 30 | 30 | 0    |
| 11   | Black Leopards            | 36  | 30 | 11 | 3  | 16 | 40 | 42 | -2   |
| 12   | Manning Rangers           | 35  | 30 | 9  | 8  | 13 | 31 | 39 | -8   |
| 13   | Ajax Cape Town            | 33  | 30 | 9  | 6  | 15 | 31 | 44 | -13  |
| 14   | Hellenic FC               | 33  | 30 | 10 | 3  | 17 | 33 | 47 | -14  |
| 15   | Bush Bucks                | 31  | 30 | 8  | 7  | 15 | 29 | 47 | -18  |
| 16   | African Wanderers P       | 18  | 30 | 4  | 6  | 20 | 21 | 62 | -41  |
| 17   | Ria Stars retrait         |     |    |    |    |    |    |    |      |
| 18   | Free State Stars retrait  |     |    |    |    |    |    |    |      |

|  | Qualification pour la Ligue des champions 2004                                                    |
|  | Qualification pour la Coupe de la confédération 2004                                              |
|  | Relégation directe en National First Division                                                     |
|  | T Tenant du titre C : Vainqueur de la Coupe d'Afrique du Sud P : Promu de National First Division |

## Bilan de la saison
| Championnat d'Afrique du Sud de football 2002-2003 |                            |
| Champion                                           | Orlando Pirates (2e titre) |
| Coupes et trophées                                 |                            |
| Vainqueur de la Coupe d'Afrique du Sud 2002-2003   | Engen Santos               |
| Qualifications continentales                       |                            |
| Ligue des champions 2004                           | Orlando Pirates FC         |
| Ligue des champions 2004                           | Supersport United          |
| Coupe de la confédération 2004                     | Engen Santos               |
| Promotions et relégations                          |                            |
| Promus en Premier Soccer League                    | Silver Stars               |
| Promus en Premier Soccer League                    | AmaZulu FC                 |
| Relégués en National First Division                | Bush Bucks                 |
| Relégués en National First Division                | African Wanderers          |
| Relégués en National First Division                | Ria Stars                  |
| Relégués en National First Division                | Free State Stars           |